# Васильев, Александр Георгиевич
Алекса́ндр Гео́ргиевич Васи́льев (род. 15 июля 1969, Ленинград) — российский рок-музыкант, певец, гитарист, поэт, композитор, автор-исполнитель песен, основатель и бессменный лидер группы «Сплин».

## Биография
Александр Васильев родился в Ленинграде в 1969 году. Его отец, Георгий Владимирович Васильев (1936—1999), был инженером, мать (умерла летом 2015 г.) — учительницей русского языка. Первые пять лет детства провёл в городе Фритаун (Сьерра-Леоне), где отец работал на строительстве порта, а мать преподавала русский язык и литературу в школе при советском посольстве. Дед по отцу — Васильев Владимир Яковлевич (1906—1938) — был репрессирован и расстрелян большевиками.
В 1974 году семья Васильевых вернулась в СССР и жила до 1976 года в литовском городе Зарасай, а затем переехала обратно в Ленинград.
В 1980 году сестра подарила Васильеву магнитофонную бобину, где на одной стороне была записана популярная тогда группа «Машина времени», а на другой — группа «Воскресение». В возрасте 12 лет он попал на первый в жизни концерт группы «Машина времени», который его очень впечатлил — он решил полностью отдать себя рок-музыке.
В 1986 году Александр поступил в Ленинградский институт авиационного приборостроения (ЛИАП), в годы студенчества подрабатывал на Кондитерской фабрике им. Н. К. Крупской и на строительстве торфовозной железной дороги в Калининской области, отучившись два года, в 1988 году институт бросил.
В 1987 году организовал группу «Митра», в которой в числе других участвовал Олег Куваев (будущий создатель Масяни). В 1988 году группа попыталась вступить в Ленинградский рок-клуб, но не прошла отбор (группу не пустил Анатолий Гуницкий из группы Аквариум). В 1988 году Александр ушёл на два года в армию, служил в стройбате, где писал песни, которые впоследствии вошли в альбом «Пыльная быль».
После возвращения из армии он поступил на экономический факультет Ленинградского государственного института театра, музыки и кинематографии им. Н. К. Черкасова, однако вуз не окончил. Вскоре устроился работать монтировщиком в Санкт-Петербургский театр комедии имени Н. П. Акимова позже перебрался на аналогичную должность в театр «Буфф», где звукорежиссёром работал Александр Морозов (Моррис), который познакомил Васильева с будущим клавишником «Сплина» Николаем Ростовским.
В мае 1994 года в звуковой студии театра бас-гитаристом Александром Морозовым, клавишником Николаем Ростовским и Александром Васильевым был записан альбом — «Пыльная быль» (Васильев был солистом и автором текстов 11 из 12 песен). 27 мая 1994 года была проведена встреча, посвящённая выпуску альбома, эту дату принято считать датой основания рок-группы «Сплин», бессменным лидером которой стал Александр Васильев.
В апреле 2004 года вышел единственный сольный альбом Александра «Черновики».
Александр Васильев в составе группы «Сплин» записал 15 студийных альбомов. В их числе: «Коллекционер оружия» (1996), «Гранатовый альбом» (1998), «Альтависта» (1999), «Новые люди» (2003), «Реверсивная хроника событий» (2004), «Сигнал из космоса» (2009), «Ключ к шифру» (2016), «Встречная полоса» (2018). Последний к настоящему времени, «Вира и майна», вышел в 2020 году.
В 2018 году вышел сборник стихов Александра Васильева «Сплин. Весь этот бред».
Александр Васильев также пишет картины. В ноябре 2008 года состоялась первая персональная выставка картин Васильева в галерее Врублевской в Москве.
После 2022 года проживает в Испании.

## Особенности творчества
Первый альбом «Пыльная быль», автором текстов которого являлся Александр Васильев, был написан под впечатлением от творчества таких музыкантов, как Борис Гребенщиков, Андрей Макаревич, Илья Кормильцев и Вячеслав Бутусов. В дальнейшем творчество исполнителя сместилось в сторону русскоязычной версии брит-попа, ярким представителем данного этапа творчества исполнителя является «Гранатовый альбом», напоминавший творчество групп Oasis или Blur. В середине 2000-х годов творчество группы «Сплин» ушло в сторону экспериментов с музыкальной формой.
Тема Санкт-Петербурга останется сквозной для Александра Васильева на всех этапах его творчества и является своеобразной визитной карточкой поэта и исполнителя.

## Личная жизнь
Первая жена (с 1999 года) — Александра. До свадьбы были знакомы двенадцать лет. 12 октября 2006 года у них родился первый сын Леонид. Этому событию посвящена песня «Сын» из альбома «Раздвоение личности».
Вторая жена — Ольга Журба, в феврале 2014 родился сын Роман. В декабре 2018 родилась дочь Нина. В июне 2022 года родился четвёртый ребёнок.

## Общественная позиция
В 2022 году выступил на концерте с речью в поддержку уехавших из страны рок-исполнителей по различным причинам и посвятил им песню «Выхода нет». После этого в России концерты группы стали отменять.